# Jack London (athlétisme)
Pour l’article homonyme, voir Jack London.
John Edward « Jack » London (né le 13 janvier 1905 en Guyane britannique et décédé le 6 mai 1966 à Londres) est un athlète britannique spécialiste du sprint. Affilié au Polytechnic Harriers, il mesurait 1,83 m pour 75 kg.

## Biographie

### Palmarès
| Date | Compétition           | Lieu      | Résultat | Épreuve    | Performance |
| ---- | --------------------- | --------- | -------- | ---------- | ----------- |
| 1928 | Jeux olympiques d'été | Amsterdam | 2e       | 100 mètres | 10 s 9      |
| 1928 | Jeux olympiques d'été | Amsterdam | 3e       | 4 × 100 m  | 41 s 8      |

### Records
| Épreuve    | Performance | Lieu | Date |
| ---------- | ----------- | ---- | ---- |
| 100 mètres | 10 s 6      |      | 1928 |